# Tisone da Camino
Tisone da Camino (... – Portogruaro, 1257) è stato un vescovo cattolico italiano.

## Biografia
Figlio di Biaquino III da Camino e India da Camposampiero, nel 1233 è documentato come canonico della diocesi di Ceneda; lo fu sino al 1247 quando, grazie ad una dispensa di papa Innocenzo IV, fu eletto ancora minorenne alla sede vescovile di Feltre.
La nomina avvenne nel pieno del lungo scontro tra Guelfi e Ghibellini che stava insanguiando il Veneto. Biaquino, padre di Tisone, stava in quegli anni difendendo Feltre e Belluno dagli attacchi di Ezzelino III da Romano, vicario imperiale di Federico II di Svevia ed aveva quindi tutto l'interesse ad installare un consanguineo sulla cattedra feltrina; fu tuttavia proprio la forte inimicizia tra il casato caminese e quello ezzeliniano ad impedire a Tisone di prendere possesso della stessa.
Feltre si arrese ad Ezzelino nel 1248; quattro anni dopo Tisone fu risarcito con la nomina ad amministratore apostolico della diocesi di Concordia.
All'epoca la residenza vescovile si trovava a Portogruaro; Tisone concesse alla città il raro privilegio di nominare, attraverso un Maggior Consiglio composto da quindici membri, il podestà cittadino, riservandosi il diritto di veto; la prima nomina avvenne il 4 ottobre 1256.
Morì a Portogruaro nel 1257 e fu sepolto nella chiesa di san Francesco.